# Wack Pack
Wack Pack är en samling av udda personligheter kända från det amerikanska radioprogrammet The Howard Stern Show.
Medlemmarna, så kallade "Wack Packers", är udda på något uppenbart sätt; till exempel grovt rasistiska, psykiskt funktionshindrade, perversa eller har en komisk röst, utseende eller förmåga.

## Nuvarande[när?]Wack Packers

### Crackhead Bob
Crackhead Bob dök först upp 7 november 1995, upptäckt först i kön till släppet av boken Miss America, Sterns andra självbiografi. Under en tung period av crack-kokain-missbruk drabbades han av en stroke som lämnade honom med kraftigt förändrad kognitiv förmåga och talmönster. Bob gjorde en cameo som sig själv i Sterns biografiska film Private Parts.

### Crazy Alice
Crazy Alice ringde in den 30 juli 1997 som en lyssnare med stark motvilja mot svarta människor, fastän hon hävdar att hon är halvt afro-amerikanska och halvt italienska. Kort därefter gjorde hon sitt första studiobesök, och fick smeknamnet "Crazy Alice" p.g.a. sina humörsvängningar och sitt gormande, fast hon föredrar att bli kallad "Angry Alice". Den 2 januari 2007 vann Alice, Elliot Offen och Bigfoot 64 999 kronor var i programmets Football Pool contest.

### Elliot Offen
"Elegant" Elliot Keith Offen är en excentrisk person känd för sin gangsterstil. Under de första framträdandena efter debuten den 25 juli 2000, klädde han sig som en färggrann, feminin cross-dresser, mycket till skillnad från sin nuvarande, mer hotfulla, gangsterpersonlighet. Elliot deltog i showens årliga NFL-tipsarveckor. Fram tills år 2006 då han blev portad ur byggnaden efter att ha boxat in en vägg.
Elliot bedöms vara gravt psykiskt sjuk

### Eric the Midget (Eric Lynch)
Eric the Midget är en dvärg med en sjukdom som tvingar honom att använda rullstol. Han insisterar på att han inte vill kallas dvärg, utan föredrar att kallas Eric the Actor. Han är känd för sin hängivenhet till American Idol och  wrestling samt sin distinkta pipiga röst.

### Evil Dave Letterman (Dave Van Dam)
Evil Dave Letterman är känd för att kunna imitera David Lettermans röst. Han gjorde sitt första framträdande den 8 december 1999 då han ringde in och talade illa om Jay Leno, Lettermans rival. På grund av sin förmåga kan han få folk att tro att han verkligen är Letterman, bl.a. har George Takei, Riley Martin och Mark Harris lurats i busringningar.
När han deltar i ett program får Evil Dave läsa olika repliker som den riktiga Letterman inte skulle säga, vanligtvis antisemitiska, rasistiska, homofoba, pedofila, homosexuella, eller autoerotiska. Det förefaller dock som att Van Dam har svårt att läsa ord och namn, vilket förstör poängen på många skämt, även om detta mottagits väl i showen.
Van Dam är också känd för sin förmåga att lätt luras av programmets medarbetare, och var en gång övertalad till att ge falsk samhällsinformation och onödiga ursäkter för personer som lider av olika sjukdomar. Van Dam beskriver själv att hans fysiska utseende påminner om den amerikanska musikern Edgar Winter.
Evil David Letterman har inte dykt upp på Stern Show på en längre tid. Han deltog i ett program med sin förmenta flickvän i april 2008. Senare upptäcktes det att kvinnan inte var hans flickvän, och att Evil Dave faktiskt är gift. Enligt uppgifter har hans fru förbjudit honom att göra flera Stern Show-framträdanden. 2011 gjorde han en comeback som studiogäst, vilket han enligt uppgift hemlighöll för sin fru.

### High Pitch Eric
High Pitch Eric, är känd för sin höga röst och sin fetma, dåliga hygien, villighet att förnedra sig själv för att behaga Howard Stern, och att inte kunna betala tillbaka lånade pengar och tjänster. Han debuterade i Stern Show den 15 augusti 1997, där han togs in från gatan och in i studion på grund av sin ovanligt höga röst.

### Jeff The Drunk
Jeff The Drunk är en alkoholist med en förlamad arm, som ofta råkar i trubbel på grund av sitt alkohol- och drogproblem. Hans handikapp är resultatet av en skada från en bilolycka. Jeff bor i en trailer med sin bror (sedan hans mor avlidit). Han påstår sig ha ändrat sitt telefonnummer sedan han råkat nämna det på radion.

### Mariann from Brooklyn
Telefonsamtal från Mariann from Brooklyn är ofta förekommande i programmet. Hon är besatt av Howard Stern och Artie Lange. På grund av hennes grusiga och skärande röst spelar medarbetarna upp ljud från kraxande kråkor när hon ringer in. Hon gillar att sjunga raden "All I need is Howard in my life (Allt jag behöver är Howard i mitt liv)" till tonerna av Enrique Iglesias The Rhythm Divine). Första gången Stern-besättningen träffade henne personligen blev de chockade över att upptäcka att hon inte är ful. Hon red nyligen[när?] en Sybian(en) fullt påklädd och gillade det inte.